# Вспомогательные суда типа «Форт Виктория»
Форт Виктория (англ. RFA Fort Victoria) — тип британских судов обеспечения, построенных на верфях компаний Харланд и Вольф и Суон Хантер.

## История строительства
Разработаны во второй половине 1980-х годов британскими судостроительными компаниями. После Фолклендского кризиса Королевский флот решил построить шесть крупных судов снабжения. Однако амбициозные планы Адмиралтейства так и не воплотились в жизнь, и было построено всего два судна:
- «Форт Джордж» (англ. RFA Fort George) строился на верфи «Суон Хантер» на реке Тайн. Закладка состоялась 9 марта 1989 года, спуск на воду — 1 марта 1991 года, а передача флоту — 16 июля 1993 года.
- «Форт Виктория» (англ. RFA Fort Victoria) был заложен в Белфасте, на верфи, принадлежащей компании «Харланд и Вольф», 4 апреля 1988 года. Спуск на воду состоялся 12 июня 1990 года, а после окончательной достройки и оснащения оборудованием, произведенных компанией «Кэммелл Лэрд» в Ливерпуле, 24 июня 1994 года судно было зачислено в состав вспомогательного флота.

## Конструкция
Тип «Форт Виктория» совмещает функции танкеров и грузовых транспортов. Трюмы позволяют взять на борт твердые грузы общим объемом 6250 м³, и 12500 м³ жидких грузов. Четыре поста передачи грузов двойного назначения, установленные на шкафуте, позволяют одновременно осуществлять передачу топлива и предметов снабжения двум кораблям. Для передачи топлива имеются специальные шланги из жесткого материала и стяжки-ванты, перебрасываемые на заправляемый корабль. Шланг снабжен быстроотдающимся стыковым узлом, который соединяется с приемным устройством дозаправляемого корабля, после чего начинается перекачка топлива. Для передачи твердых грузов используются мачты, оснащенные «плавающим крюком», позволяющим передавать от двух до четырех тонн грузов в один прием. Кроме того, на корме расположен еще один пост передачи топлива, называемый вьюшкой Хадсона. Дозаправка кильватерным способом не столь эффективна, как траверзным, но она безопаснее при сложных погодных условиях.
Тип "Форт Виктория" имеет вертолетную площадку, ангар и оборудование, рассчитанное на три машины, по размерам подобные вертолетам «Си Кинг». Следует добавить, что на площадку при необходимости могут совершать аварийную посадку самолеты «Си Харриер», для чего имеется соответствующее оборудование.

## Список кораблей
| Название          | Бортовой номер | Верфь           | Закладка        | Спуск на воду | Ввод в строй | Примечания            |
| ----------------- | -------------- | --------------- | --------------- | ------------- | ------------ | --------------------- |
| RFA Fort George   | A388           | Харланд и Вольф | 23 апреля 1986  | 4 апреля 1988 | 24 июня 1994 |                       |
| RFA Fort Victoria | A387           | Суон Хантер     | 18 декабря 1987 | 4 апреля 1991 | 16 июля 1993 | выведен в резерв 2011 |